# Binário de alta massa emissor de raio X
Binário de alta massa emissor de raio X ou binário emissor de raios x de alta massa são um tipo de binários de raios X que se compõe de uma estrela da sequência principal de massa muito maior que a do Sol, normalmente uma estrela Be ou uma supergigante azul, e outra que é um objeto compacto, quer seja um buraco negro ou uma estrela de nêutrons.
Neste tipo de binário de raios X a acreção de matéria se realiza mediante "vento". O vento estelar da estrela primária é capturado pela estrela secundária, e, quando este cai no objeto, produz raios x. Um dos mais famosos sistemas deste tipo é Cygnus X-1; nele se descobriu o primeiro buraco negro estelar.